# Львівська обласна рада народних депутатів XX скликання
Львівська обласна рада народних депутатів двадцятого скликання — представничий орган Львівської області у 1987—1990 роках.
Нижче наведено список депутатів Львівської обласної ради 20-го скликання, обраних 21 червня 1987 року в загальних та особливих округах. Всього до Львівської обласної ради 20-го скликання було обрано 250 депутатів.
| Прізвище, ім'я, по-батькові         | Місто чи район           | Виборчий округ                | Посада | Примітки |
| ----------------------------------- | ------------------------ | ----------------------------- | --- | -------- |
| Алаєва Ія Семенівна                 | місто Стрий              | Стрийський (Моршинський) № 93 | заступник голови Львівського облвиконкому |          |
| Андрусяк Ірина Василівна            | місто Львів              | Ленінський № 2                | солістка балету Львівського академічного театру опери та балету імені Івана Франка |          |
| Андрюшин Євген Іванович             | Нестеровський район      | Магерівський № 168            | начальник Львівського відділка Львівської залізниці |          |
| Антипов Олександр Миколайович       | місто Борислав           | Бориславський № 74            | начальник фінансового управління Львівського облвиконкому |          |
| Антош Ольга Миколаївна              | місто Львів              | Радянський № 13               | водій-наставник трамвайного депо № 2 Львівського трамвайно-тролейбусного управління |          |
| Базар Ніна Володимирівна            | Жидачівський район       | Новострілищанський № 134      | слухачка Вищої партійної школи при ЦК КПУ; голова Жидачівського райвиконкому |          |
| Бабчій Мирослава Федорівна          | Дрогобицький район       | Уличненський № 128            | відгодівельниця колгоспу імені Шевченка села Уличне Дрогобицького р-ну |          |
| Базів Надія Федорівна               | місто Дрогобич           | Дрогобицький № 76             | свердлувальниця Дрогобицького долотного заводу |          |
| Бакланова Тетяна Георгіївна         | місто Львів              | Залізничний № 32              | бригадир ротаційної лінії цеху морозива Львівського холодокомбінату № 1 |          |
| Баньковська Марія Іванівна          | місто Львів              | Залізничний № 47              | регулювальниця радіоапаратури Львівського виробничого об'єднання «Електрон» |          |
| Барщевська Надія Михайлівна         | місто Стрий              | Стрийський № 90               | робітниця Стрийської взуттєвої фабрики Львівського виробничого взуттєвого об'єднання «Прогрес» |          |
| Бєлозоров Віктор Павлович           | місто Червоноград        | Червоноградський № 96         | бригадир прохідників шахти № 3 «Великомостівська» виробничого об'єднання «Укрзахідвугілля»» |          |
| Бігун Павлина Василівна             | Яворівський район        | Рясненський № 248             | головний економіст колгоспу «Нове життя» села Рясне-Руське Яворівського р-ну |          |
| Біла Марія Іванівна                 | місто Львів              | Радянський № 14               | бригадир Львівської фабрики паперово-білових виробів імені XXV з'їзду КПРС |          |
| Більський Ігор Романович            | Миколаївський район      | Новороздольський № 154        | майстер Роздольського заводу «Сигнал» Миколаївського р-ну |          |
| Болонна Марія Михайлівна            | Дрогобицький район       | Солонський № 127              | бригадир рільничої бригади колгоспу «Нове життя» села Солонське Дрогобицького р-ну |          |
| Борисюк Віктор Миколайович          | місто Дрогобич           | Дрогобицький № 78             | завідувач відділу організаційно-партійної роботи Львівського обкому КПУ |          |
| Брусов Володимир Олександрович      | місто Львів              | Червоноармійський № 60        | начальник Львівського обласного управління професійно-технічної освіти |          |
| Бутрин Володимир Іванович           | місто Львів              | Шевченківський № 48           | розмальовник по склу Львівського скляного виробничого об'єднання «Мехсклозавод» |          |
| Бутрин Іван Іванович                | Перемишлянський район    | Брюховицький № 174            | начальник управління побутового обслуговування населення Львівського облвиконкому |          |
| Буць Любов Степанівна               | місто Львів              | Ленінський № 9                | маляр Львівського домобудівного комбінату |          |
| Валько Володимир Петрович           | Нестеровський район      | Підлісненський № 170          | механізатор колгоспу імені Леніна села Підлісне Нестеровського р-ну |          |
| Василів Мирон Григорович            | Сокальський район        | Великомостівський № 209       | секретар Львівського обкому КПУ |          |
| Ващенюк Микола Миколайович          | місто Львів              | Радянський № 18               | генеральний директор Львівського виробничого об'єднання «Кінескоп» |          |
| Вергун Ольга Михайлівна             | місто Червоноград        | Червоноградський № 97         | бригадир Червоноградського виробничого панчішного об'єднання |          |
| Верес Ірина Миколаївна              | Нестеровський район      | Нестеровський № 169           | завідувачка відділення Нестеровської районної лікарні |          |
| Винар Анатолій Миколайович          | Радехівський район       | Нововитківський № 192         | голова Радехівського райвиконкому |          |
| Винницька Галина Василівна          | Старосамбірський район   | Головецький № 218             | ланкова колгоспу «Перемога» села Топольниця Старосамбірського р-ну |          |
| Вознюк Лариса Миколаївна            | місто Львів              | Ленінський № 3                | секретар Львівського обкому КПУ |          |
| Гаврилюк Михайло Олександрович      | місто Львів              | Залізничний № 45              | ректор Львівського політехнічного інституту імені Ленінського комсомолу |          |
| Гаврилюк Юрій Миколайович           | місто Львів              | Радянський № 22               | директор Львівського філіалу Науково-дослідного інституту будівельних матеріалів |          |
| Генералов Леонід Євстахович         | Самбірський район        | Ободівський № 201             | 1-й заступник командувача військ Прикарпатського військового округу |          |
| Гладьо Надія Йосипівна              | Старосамбірський район   | Нижанковицький № 220          | обліковець колгоспу імені Ілліча села Нове Місто Старосамбірського р-ну |          |
| Гнат Володимир Осипович             | місто Дрогобич           | Стебницький № 84              | підривник рудника № 2 Стебницького калійного комбінату |          |
| Гнатів Оксана Ярославівна           | місто Червоноград        | Соснівський № 103             | слюсар механоскладальних робіт Червоноградського заводу «Зміна» |          |
| Годиш Ярослав Петрович              | місто Львів              | Радянський № 25               | начальник Головного управління по будівництву у Львівській області «Головльвівпромбуд» |          |
| Голодович Василь Григорович         | Сколівський район        | Славський № 205               | тракторист Верхнячківського лісництва Сколівського лісгоспзагу |          |
| Гомзяк Любомира Михайлівна          | Старосамбірський район   | Старосолянський № 223         | помічник бригадира радгоспу «Старосамбірський» села Стрільбище Старосамбірського р-ну |          |
| Горошко Любомир Степанович          | Городоцький район        | Великолюбінський № 116        | начальник відділу капітального будівництва Львівського облвиконкому |          |
| Государський Валентин Францович     | Пустомитівський район    | Звенигородський № 183         | голова Львівського обласного суду |          |
| Грицак Степан Олександрович         | Нестеровський район      | Рава-Руський № 171            | токар станції технічного обслуговування автомобілів Рава-Руського ремонтно-тракторного підприємства Нестеровського р-ну                                                                                        |          |
| Гриців Оксана Дмитрівна             | Жидачівський район       | Сидорівський № 135            | обліковець механізованого загону колгоспу імені Жданова села Сидорівка Жидачівського р-ну |          |
| Громоцька Ольга Василівна           | Самбірський район        | Садковицький № 198            | ланкова рільничої бригади колгоспу імені Щорса села Воля-Баранецька Самбірського р-ну |          |
| Гудим Леонід Єфремович              | Городоцький район        | Березецький № 115             | голова Городоцького райвиконкому |          |
| Гуцуляк Галина Олексіївна           | Старосамбірський район   | Хирівський № 225              | бригадир Хирівського ремонтного заводу Старосамбірського р-ну |          |
| Данилюк Ростислав Харитонович       | Мостиський район         | Гусаківський № 157            | 1-й заступник голови Львівського облвиконкому |          |
| Дац Раїса Василівна                 | місто Львів              | Червоноармійський № 66        | бригадир Львівського виробничого хіміко-фармацевтичного об'єднання «Львівфарм» |          |
| Даців Віра Михайлівна               | Самбірський район        | Дублянський № 195             | завідувачка молокоприймального пункту села Залужани Самбірського р-ну |          |
| Дацюк Юрій Якович                   | місто Дрогобич           | Дрогобицький № 82             | голова Дрогобицького міськвиконкому |          |
| Дегтярьова Ганна Семенівна          | Перемишлянський район    | Перемишлянський № 175         | заступник завідувача відділу науки і учбових закладів Львівського обкому КПУ |          |
| Дегтярьова Світлана Євгенівна       | місто Самбір             | Самбірський № 87              | голова Самбірського міськвиконкому |          |
| Дзядик Світлана Іванівна            | Сокальський район        | Сокальський № 215             | лаборант Сокальської панчішної фабрики Червоноградського виробничого панчішного об'єднання |          |
| Диколенко Євген Якович              | місто Червоноград        | Червоноградський № 98         | генеральний директор західноукраїнського виробничого об'єднання по видобутку вугілля «Укрзахідвугілля» |          |
| Дідусь Софія Іванівна               | Кам'янсько-Бузький район | Добротіврський № 146          | колгоспниця колгоспу «Росія» села Селець Кам'янсько-Бузького р-ну |          |
| Дречевич Одарія Миколаївна          | Дрогобицький район       | Новокропивницький № 125       | бригадир молочнотоварної ферми радгоспу «Новокропивницький» села Новий Кропивник Дрогобицького р-ну |          |
| Дробенко Михайло Миколайович        | місто Львів              | Червоноармійський № 63        | електрослюсар Львівського скляного виробничого об'єднання «Райдуга» |          |
| Дубовий Василь Павлович             | Бродівський район        | Пеняківський № 109            | голова Бродівського райвиконкому |          |
| Дунець Леонтій Антонович            | Жидачівський район       | Вербицький № 129              | 1-й заступник голови агропромислового комітету Львівської області |          |
| Євдоченко Ольга Іванівна            | Яворівський район        | Шклівський № 249              | плитковик будівельного управління № 74 тресту «Яворівхімбуд» Яворівського р-ну |          |
| Забігайло Марія Василівна           | місто Львів              | Шевченківський № 57           | генеральний директор Львівського виробничого швейного об'єднання «Весна» |          |
| Заяць Віра Василівна                | Стрийський район         | Гірненський № 226             | майстер меблевого комбінату «Стрий» Стрийського р-ну |          |
| Здреник Іван Андрійович             | Самбірський район        | Чукв'янський № 200            | голова Блажівської сільської ради Самбірського р-ну |          |
| Зембович Владислава Євгенівна       | Мостиський район         | Пнікутський № 160             | оператор диспетчерської служби радгоспу «Крукеницький» села Пнікут Мостиського р-ну |          |
| Земко Марія Василівна               | місто Львів              | Радянський № 19               | старший контролер-касир Радянського продовольчого торгу |          |
| Зубрицька Марія Іванівна            | місто Борислав           | Бориславський № 73            | ливарниця Бориславського фарфорового заводу |          |
| Івасик Володимир Іванович           | Миколаївський район      | Верхньодорожненський № 149    | тракторист колгоспу імені Леніна села Гонятичі Миколаївського р-ну |          |
| Ізосимов Леонід Федорович           | Пустомитівський район    | Водянський № 180              | прокурор Львівської області |          |
| Ільницький Микола Михайлович        | Сокальський район        | Белзький № 208                | редактор обласної газети «Вільна Україна» |          |
| Калюжна Світлана Миколаївна         | Стрийський район         | Нежухівський № 230            | пташниця племптахорадгоспу «Стрийський» села Ланівка Стрийського р-ну |          |
| Капуста Любов Петрівна              | Сокальський район        | Сокальський № 214             | завідувачка відділу Сокальської центральної районної бібліотеки |          |
| Карабін Любов Петрівна              | місто Львів              | Червоноармійський № 65        | вихователь дитячої дошкільної установи № 12 Червоноармійського райвно міста Львова |          |
| Кардаш Іван Васильович              | Пустомитівський район    | Солонківський № 186           | водій автомобіля радгоспу імені Котовського села Милятичі Пустомитівського р-ну |          |
| Карпа Марія Михайлівна              | місто Дрогобич           | Дрогобицький № 80             | свердлувальниця Дрогобицького експериментально-механічного заводу спецобладнання Міністерства газової промисловості СРСР                                                                                       |          |
| Карпин Марія Іванівна               | Миколаївський район      | Гірський № 150                | оператор машинного доїння корів колгоспу «Вірний шлях» села Криниця Миколаївського р-ну |          |
| Кельман Іван Іванович               | Дрогобицький район       | Лішнянський № 123             | начальник Львівського обласного виробничого управління пасажирського автотранспорту |          |
| Кидай Олександр Олександрович       | місто Червоноград        | Червоноградський № 99         | начальник Львівського обласного виробничо-технічного управління зв'язку |          |
| Кирей Михайло Ілліч                 | Самбірський район        | Луківський № 196              | голова Львівського облвиконкому |          |
| Кілик Михайло Ярославович           | Сокальський район        | Жвирківський № 210            | водій радгоспу «Шахтар» села Острів Сокальського р-ну |          |
| Кінаш Олександра Іванівна           | Мостиський район         | Мостиський № 159              | слюсар-складальник Мостиського заводу Львівського виробничого об'єднання «Електрон» |          |
| Клибан Надія Богданівна             | Пустомитівський район    | Борщовицький № 178            | робітниця радгоспу «Зоря комунізму» села Борщовичі Пустомитівського р-ну |          |
| Климович Геннадій Петрович          | місто Львів              | Червоноармійський № 69        | контролер Львівського авторемонтного заводу |          |
| Ковалишин Олександра Михайлівна     | Миколаївський район      | Димівський № 151              | завідувачка ферми колгоспу «Дружба» села Тернопілля Миколаївського р-ну |          |
| Ковальчук Віктор Миколайович        | місто Львів              | Радянський № 28               | 1-й секретар Львівського обкому ЛКСМУ |          |
| Ковальчук Леонтій Іванович          | Золочівський район       | Підлипецький № 141            | голова Золочівського райвиконкому |          |
| Ковальчук Ольга Йосипівна           | Радехівський район       | Миколаївський № 191           | оператор машинного доїння корів колгоспу «Прогрес» села Сморжів Радехівського р-ну |          |
| Козак Володимир Степанович          | місто Львів              | Ленінський № 5                | бригадир комплексної бригади Львівського будівельного управління № 55 тресту «Львівжитлобуд» |          |
| Козалетов Валерій Михайлович        | Пустомитівський район    | Промисловий № 179             | «інструктор Львівського обласного комітету Товариства Червоного Хреста» (командир конвойної частини Внутрішніх військ МВС СРСР № 30021, підполковник)                                                          |          |
| Козловська Галина Михайлівна        | місто Львів              | Червоноармійський № 62        | маляр ремонтно-будівельного управління № 4 Львівського міськрембудтресту |          |
| Коліда Марія Іванівна               | Сокальський район        | Селецький № 212               | технік по штучному осіменінню тварин радгоспу «Ударник» села Волсвин Сокальського р-ну |          |
| Коломієць Ірина Іванівна            | місто Львів              | Залізничний № 39              | робітниця Львівського заводу «Біофізприлад» |          |
| Комнатний Степан Михайлович         | Буський район            | Чанизький № 114               | голова Буського райвиконкому |          |
| Кондрашов Анатолій Пилипович        | місто Львів              | Залізничний № 43              | начальник штабу цивільної оборони Львівської області |          |
| Кондюх Марія Анатоліївна            | Кам'янсько-Бузький район | Великоколодненський № 144     | доярка колгоспу імені Івана Франка села Батятичі Кам'янсько-Бузького р-ну |          |
| Кондюх Марія Василівна              | Буський район            | Милятинський № 112            | помічник бригадира рільничої бригади колгоспу імені 60-річчя Радянської України села Новий Милятин Буського р-ну                                                                                               |          |
| Коновалов Василь Антонович          | Яворівський район        | Касянівський № 241            | «старший інженер автобази тресту «Яворівхімбуд»» (військовослужбовець Прикарпатського військового округу) |          |
| Копач Ольга Михайлівна              | місто Львів              | Радянський № 24               | контролер Львівського виробничого об'єднання «Ювелірпром» |          |
| Корпанюк Мирослава Іванівна         | місто Львів              | Залізничний № 37              | провідник пасажирського вагонного депо станції Львів Львівської залізниці |          |
| Корчинський Михайло Миколайович     | Сколівський район        | Верхньосиньовидненський № 202 | бригадир тракторної бригади колгоспу імені Богдана Хмельницького села Корчин Сколівського р-ну |          |
| Коцюба Любов Володимирівна          | Городоцький район        | Комарнівський № 119           | технік-будівельник учгоспу «Комарнівський» села Переможне Городоцького р-ну |          |
| Коцюбинський Володимир Іванович     | Старосамбірський район   | Стрілківський № 224           | голова Старосамбірського райвиконкому |          |
| Кравець Ганна Миколаївна            | Мостиський район         | Судововишнянський № 161       | ланкова колгоспу імені Ярослава Галана села Дидятичі Мостиського р-ну |          |
| Кравець Надія Григорівна            | Самбірський район        | Воютицький № 194              | технік-нормувальник колгоспу імені Мічуріна села Бісковичі Самбірського р-ну |          |
| Краюшин Василь Степанович           | Сокальський район        | Олексіївський № 217           | 1-й заступник начальника Політичного управління Прикарпатського військового округу |          |
| Кривошеєв Іван Данилович            | Миколаївський район      | Новороздольський № 155        | директор Роздольського виробничого об'єднання «Сірка» Миколаївського р-ну |          |
| Криса Галина Михайлівна             | місто Львів              | Залізничний № 40              | старший комірник Львівської бази імпортних промислових товарів |          |
| Крищишин Людмила Борисівна          | Миколаївський район      | Новороздольський № 153        | плитковик будівельного управління № 63 «Оздоббуд» тресту «Роздолхімбуд» Миколаївського р-ну |          |
| Крюков Микола Петрович              | Яворівський район        | Добростанівський № 239        | голова Яворівського райвиконкому |          |
| Кузьмин Богдана Михайлівна          | Нестеровський район      | Куликівський № 166            | робітниця Куликівської взуттєвої фабрики Львівського виробничого взуттєвого об'єднання «Прогрес» |          |
| Кузьо Ігор Андрійович               | місто Львів              | Залізничний № 42              | верстатник Львівського фанерного комбінату |          |
| Кушнір Катерина Миколаївна          | Дрогобицький район       | Меденицький № 124             | технік по штучному осіменінню сільськогосподарських тварин колгоспу імені Леніна селища Медениця Дрогобицького р-ну                                                                                            |          |
| Лавринів Галина Дмитрівна           | місто Львів              | Радянський № 23               | робітниця Львівського виробничого об'єднання імені 50-річчя Жовтня |          |
| Лагодюк Петро Захарович             | місто Львів              | Ленінський № 7                | директор Українського науково-дослідного інституту фізіології і біохімії сільськогосподарських тварин |          |
| Ладний Олександр Якович             | Сколівський район        | Сколівський № 204             | завідувач відділу охорони здоров'я Львівського облвиконкому |          |
| Ластовецький Володимир Дмитрович    | Сколівський район        | Орівський № 203               | водій автомобіля радгоспу «Орівський» села Орів Сколівського р-ну |          |
| Лебедєв Анатолій Іванович           | Буський район            | Буський № 110                 | голова правління Львівської обласної споживчої спілки |          |
| Лівінська Ганна Іванівна            | Городоцький район        | Керницький № 118              | оператор по відгодівлі великої рогатої худоби колгоспу «Зоря» села Керниця Городоцького р-ну |          |
| Ложовська Зінаїда Яківна            | Золочівський район       | Сасівський № 143              | голова колгоспу «Серп і молот» села Білий Камінь Золочівського р-ну |          |
| Лубківський Роман Мар'янович        | Дрогобицький район       | Підбузький № 126              | письменник, голова правління Львівського організації Спілки письменників України |          |
| Лука Михайло Теодорович             | Пустомитівський район    | Давидівський № 182            | електрослюсар птахофабрики імені ХХ з'їзду КПРС села Давидів Пустомитівського р-ну |          |
| Лущинська Ганна Михайлівна          | Нестеровський район      | Туринківський № 172           | оператор машинного доїння корів колгоспу імені Ярослава Галана села Туринка Нестеровського р-ну |          |
| Лютова Лариса Іванівна              | місто Трускавець         | Трускавецький № 95            | завідувачка терапевтичного відділення санаторію «Весна» Трускавецької територіальної ради по управлінню курортами профспілок                                                                                   |          |
| Ляшенко Алла Григорівна             | Яворівський район        | Новояворівський № 245         | голова Новояворівського міськвиконкому Яворівського р-ну |          |
| Магур Наталія Ярославівна           | місто Дрогобич           | Дрогобицький № 77             | швея-мотористка Дрогобицької швейної фабрики виробничого швейного об'єднання «Зоря» |          |
| Макаренко Анатолій Петрович         | Стрийський район         | Дідушицький № 228             | начальник відділу юстиції Львівського облвиконкому |          |
| Максимович Іван Васильович          | Самбірський район        | Рудківський № 197             | колгоспник колгоспу «Ленінець» села Новосілки-Гостинні Самбірського р-ну |          |
| Малець Богдана Семенівна            | Золочівський район       | Великовільшаницький № 137     | оператор машинного доїння корів колгоспу імені 17 Вересня села Підгайчики Золочівського р-ну |          |
| Малик Станіслав Іванович            | місто Львів              | Радянський № 29               | начальник Управління Комітету державної безпеки УРСР по Львівській області |          |
| Мальчицька Ольга Михайлівна         | місто Львів              | Шевченківський № 50           | лаборант Львівського заводу газової апаратури |          |
| Мандзюк Ірина Андріївна             | Бродівський район        | Пониковицький № 106           | головний агроном колгоспу «Правда» села Пониковиця Бродівського р-ну |          |
| Манько Ольга Григорівна             | Яворівський район        | Немирівський № 244            | зоотехнік по племзапису колгоспу «Дружба» села Вербляни Яворівського р-ну |          |
| Маслак Олександр Михайлович         | місто Львів              | Радянський № 30               | директор Львівського автобусного заводу |          |
| Матковський Петро Володимирович     | Турківський район        | Турківський № 237             | лікар Турківської районної поліклініки |          |
| Махов Євген Миколайович             | Сколівський район        | Прибережницький № 207         | начальник Політуправління Прикарпатського військового округу |          |
| Махоньок Тимофій Андрійович         | місто Львів              | Ленінський № 10               | заступник голови Львівського обласного комітету захисту миру |          |
| Мацишин Петро Володимирович         | Перемишлянський район    | Чемеринецький № 177           | механізатор колгоспу імені Лесі Українки села Борщів Перемишлянського р-ну |          |
| Мельник Леся Андріївна              | місто Львів              | Залізничний № 31              | розподілювач робіт Львівського виробничого об'єднання «Конвейєр» |          |
| Мельник Любов Любомирівна           | місто Львів              | Радянський № 20               | накладальниця видавництва «Вільна Україна» |          |
| Мельник Надія Дмитрівна             | Бродівський район        | Бродівський № 104             | верстатниця лісокомплексу Бродівського лісгоспзагу |          |
| Мельцер Мирослава Андріївна         | Яворівський район        | Івано-Франківський № 240      | викладач Івано-Франківського середнього професійно-технічного училища № 11 Яворівського р-ну |          |
| Меняйлов Віктор Микитович           | Яворівський район        | Новояворівський № 246         | начальник Управління Львівського округу Держгіртехнагляду УРСР |          |
| Михайловський Іван Іванович         | місто Львів              | Радянський № 15               | начальник управління торгівлі Львівського облвиконкому |          |
| Мізерник Іван Дмитрович             | Дрогобицький район       | Добрівлянівський № 122        | голова колгоспу «Дружба» села Вороблевичі Дрогобицького р-ну |          |
| Місюра Євген Петрович               | місто Львів              | Залізничний № 38              | командир літака ЯК-42 Львівського об'єднаного авіазагону |          |
| Моньчук Ганна Петрівна              | місто Львів              | Шевченківський № 56           | в'язальниця Львівського виробничого трикотажного об'єднання «Промінь» |          |
| Моцьо Леся Іванівна                 | місто Дрогобич           | Дрогобицький № 79             | старший продавець магазину «Будинок торгівлі» міста Дрогобича |          |
| Музика Катерина Григорівна          | Городоцький район        | Коропузький № 120             | ветеринарний санітар молочнотоварної ферми Вишнянського радгоспу-технікуму села Вишня Городоцького р-ну |          |
| Муравйов Борис Григорович           | Турківський район        | Ісаївський № 235              | начальник Львівського обласного виробничого управління будівництва і експлуатації автомобільних шляхів |          |
| Муравйова Любов Григорівна          | місто Львів              | Червоноармійський № 61        | майстер цеху Львівської книжкової фабрики «Атлас» |          |
| Надала Марія Миколаївна             | Буський район            | Олеський № 113                | завідувачка молочнотоварної ферми колгоспу імені Івана Франка села Боложинів Буського р-ну |          |
| Надич Михайло Іванович              | Турківський район        | Верхньогусиненський № 234     | продавець магазину № 11 Верхньовисоцького робкоопу Турківського р-ну |          |
| Нецвітайлов Сергій Олександрович    | місто Стрий              | Стрийський № 91               | електрозварник Стрийського заводу «Металіст» |          |
| Нікітін Геннадій Павлович           | Стрийський район         | Квасницький № 232             | заступник командувача військ Прикарпатського військового округу |          |
| Новосад Ігор Теодорович             | місто Львів              | Шевченківський № 54           | слюсар Львівського виробничого об'єднання «Світанок» |          |
| Ногаль Марія Мирославівна           | місто Червоноград        | Гірницький № 102              | майстер дільниці Червоноградської швейно-галантерейної фабрики Львівського виробничого текстильно-галантерейного об'єднання «Юність»                                                                           |          |
| Оганов Володимир Михайлович         | місто Львів              | Ленінський № 6                | генеральний директор Львівського виробничо-енергетичного об'єднання «Львівенерго» |          |
| Огурок Надія Іларіонівна            | Золочівський район       | Глинянський № 138             | технік-будівельник колгоспу імені Шевченка села Прогноїв Золочівського р-ну |          |
| Олійник Іван Михайлович             | Яворівський район        | Краковецький № 242            | начальник управління в справах будівництва і архітектури Львівського облвиконкому |          |
| Омельченко Павло Михайлович         | місто Львів              | Залізничний № 41              | 2-й секретар Львівського міськкому КПУ |          |
| Осадчук Анатолій Якимович           | Кам'янсько-Бузький район | Кам'янсько-Бузький № 147      | голова Кам'янсько-Бузького райвиконкому |          |
| Осипова Олена Григорівна            | місто Львів              | Ленінський № 11               | студентка Львівського державного університету імені Івана Франка |          |
| Остап'як Роман Остапович            | місто Львів              | Ленінський № 12               | слюсар-інструментальник Львівського автобусного заводу |          |
| Павловський Михайло Петрович        | місто Львів              | Червоноармійський № 68        | ректор Львівського державного медичного інституту |          |
| Павлюх Ганна Федорівна              | Стрийський район         | Дашавський № 227              | телятниця колгоспу імені Кірова села Підгірці Стрийського р-ну |          |
| Палашована Марія Володимирівна      | Бродівський район        | Підкамінський № 108           | оператор відгодівельного комплексу колгоспу імені 17 Вересня селища Підкамінь Бродівського р-ну |          |
| Панасюк Володимир Васильович        | місто Львів              | Радянський № 27               | директор Львівського фізико-механічного інституту Академії наук УРСР |          |
| Панцюк Іван Миколайович             | місто Львів              | Шевченківський № 49           | 1-й заступник голови Львівського міськвиконкому |          |
| Паньків Тетяна Олександрівна        | Пустомитівський район    | Пустомитівський № 185         | робітниця птахофабрики «Пустомитівська» селища Пустомити Пустомитівського р-ну |          |
| Пастух Василь Григорович            | місто Стрий              | Стрийський № 92               | токар Стрийського виробничого об'єднання ковальсько-пресового обладнання |          |
| Пастух Віктор Михайлович            | місто Львів              | Залізничний № 33              | майстер виробничого навчання Львівського середнього професійно-технічного училища № 12 |          |
| Пашко Валентина Дмитрівна           | місто Червоноград        | Червоноградський № 101        | машиніст підйомних установок шахти імені 60-річчя Великої Жовтневої соціалістичної революції виробничого об'єднання «Укрзахідвугілля»                                                                          |          |
| Петришин Ярослава Степанівна        | місто Львів              | Ленінський № 4                | технолог Львівського виробничого текстильно-галантерейного об'єднання «Юність» |          |
| Петровський Болеслав Денисович      | місто Трускавець         | Трускавецький № 94            | голова Трускавецького міськвиконкому |          |
| Петрук Марія Іванівна               | Миколаївський район      | Роздольський № 156            | пташниця Миколаївського птахорадгоспу села Київець Миколаївського р-ну |          |
| Петрушкевич Ольга Йосипівна         | місто Стрий              | Стрийський № 88               | швея-мотористка Стрийської швейної фабрики |          |
| Печерський Микола Григорович        | Бродівський район        | Бродівський № 105             | голова Львівського обласного комітету народного контролю |          |
| Пижик Георгій Михайлович            | Жидачівський район       | Жидачівський № 131            | голова Львівської обласної Ради професійних спілок |          |
| Пилипчук Борис Андрійович           | місто Борислав           | Бориславський № 75            | начальник управління громадського харчування Львівського облвиконкому |          |
| Пилипчук Олександр Олександрович    | Радехівський район       | Вузлівський № 188             | 1-й секретар Радехівського райкому КПУ |          |
| Пиндик Галина Володимирівна         | Золочівський район       | Золочівський № 140            | доярка колгоспу імені Чапаєва села Єлиховичі Золочівського р-ну |          |
| Пиріг Марія Орестівна               | Пустомитівський район    | Верхньобілківський № 179      | оператор машинного доїння корів радгоспу «Жовтневий» села Лисиничі Пустомитівського р-ну |          |
| Пікота Ірина Миколаївна             | місто Львів              | Залізничний № 44              | слюсар Львівського мотозаводу |          |
| Погребняк Яків Петрович             | Кам'янсько-Бузький район | Великосілківський № 145       | 1-й секретар Львівського обкому КПУ |          |
| Половецька Оксана Миколаївна        | місто Львів              | Залізничний № 36              | монтажниця Львівського виробничого об'єднання імені Леніна |          |
| Помажак Надія Романівна             | місто Львів              | Ленінський № 1                | робітниця Львівської фабрики індивідуального пошиття і ремонту трикотажних виробів |          |
| Попенко Іван Григорович             | Радехівський район       | Лиманівський № 187            | «інструктор Львівського обласного комітету Добровільного товариства сприяння армії, авіації і флоту (ДТСААФ)» (начальник 7-го Карпатського прикордонного загону Західного прикордонного округу КДБ, полковник) |          |
| Попов Віталій Іванович              | Миколаївський район      | Миколаївський № 152           | начальник управління внутрішніх справ Львівського облвиконкому |          |
| Попова Оксана Іванівна              | Старосамбірський район   | Добромильський № 219          | робітниця Добромильського деревообробного комбінату Старосамбірського р-ну |          |
| Прокоп'як Галина Михайлівна         | Жидачівський район       | Жирівський № 132              | доярка колгоспу імені Леніна села Вільхівці Жидачівського р-ну |          |
| Проць Галина Василівна              | місто Львів              | Радянський № 21               | складальниця Львівського виробничого об'єднання «Львівприлад» |          |
| Пугачук Марія Остапівна             | Яворівський район        | Яворівський № 250             | швея Яворівського райпобуткомбінату |          |
| Пшеницька Любов Миколаївна          | Сокальський район        | Правдівський № 211            | майстер машинного доїння корів колгоспу імені Шевченка села Новоукраїнка Сокальського р-ну |          |
| П'ясецький Віктор Іванович          | місто Львів              | Залізничний № 35              | машиніст тепловоза депо Львів-Схід Львівської залізниці |          |
| Ракита Владислав Максимович         | Городоцький район        | Городоцький № 117             | майстер дільниці Городоцького заводу «Ювелірмашприлад» |          |
| Рачкевич Михайло Михайлович         | Буський район            | Красненський № 111            | директор Красненської середньої школи № 1 Буського р-ну |          |
| Рєзниченко Сергій Юрійович          | місто Львів              | Шевченківський № 59           | електрослюсар Львівського виробничого об'єднання «Пластмасфурнітура» |          |
| Рогов Віктор Миколайович            | Старосамбірський район   | Старосамбірський № 222        | завідувач організаційно-інструкторського відділу Львівського облвиконкому |          |
| Романів Василь Михайлович           | Сколівський район        | Тухольківський № 206          | голова Сколівського райвиконкому |          |
| Савицька Ірина Михайлівна           | місто Львів              | Червоноармійський № 67        | головна медична сестра Львівської обласної дитячої клінічної лікарні |          |
| Савченко Володимир Степанович       | місто Львів              | Шевченківський № 52           | електрик Львівського виробничого швейного об'єднання «Маяк» |          |
| Садовський Йосип Антонович          | Самбірський район        | Чайковицький № 199            | голова правління Львівської організації Спілки художників Української РСР |          |
| Саловська Євгенія Василівна         | Перемишлянський район    | Бібрський № 173               | головний агроном колгоспу імені 17 Вересня села Лани Перемишлянського р-ну |          |
| Салука Орися Василівна              | Бродівський район        | Шнирівський № 107             | тваринниця колгоспу «Дружба» села Шнирів Бродівського р-ну |          |
| Самойленко Альбіна Сергіївна        | Радехівський район       | Лопатинський № 190            | секретар Львівського облвиконкому |          |
| Самотій Любов Олександрівна         | Нестеровський район      | Кунинський № 167              | голова Нестеровського райвиконкому |          |
| Свідер Дарія Ярославівна            | місто Самбір             | Самбірський № 86              | заливник компаундами Самбірського заводу радіодеталей Львівського виробничого об'єднання імені 50-річчя Жовтня                                                                                                 |          |
| Святоцький Василь Олександрович     | Золочівський район       | Поморянський № 142            | 2-й секретар Львівського обкому КПУ |          |
| Семак Іван Федорович                | Нестеровський район      | Добросинський № 165           | механізатор учгоспу «Дублянський» міста Дубляни Нестеровського р-ну |          |
| Сидоренко Олександр Володимирович   | місто Львів              | Радянський № 26               | штампувальник Львівського виробничого об'єднання «Львівхімсільгоспмаш» |          |
| Сімченко Світлана Вікторівна        | Золочівський район       | Золочівський № 139            | вчителька Золочівської середньої школи № 2 |          |
| Скаб Ольга Романівна                | Нестеровський район      | Добросинський № 164           | оператор по відгодівлі великої рогатої худоби колгоспу «Нове життя» села Добросин Нестеровського р-ну |          |
| Скопик Ганна Петрівна               | Радехівський район       | Радехівський № 193            | колгоспниця колгоспу «Жовтень» села Стоянів Радехівського р-ну |          |
| Сліпушенко Микола Андрійович        | місто Львів              | Червоноармійський № 64        | редактор обласної газети «Львовская правда» |          |
| Смирнова Ірина Василівна            | місто Стрий              | Стрийський № 89               | маляр Стрийської дистанції цивільних споруд Львівської залізниці |          |
| Стахів Володимир Андрійович         | Кам'янсько-Бузький район | Новояричівський № 148         | тракторист колгоспу імені ХХ з'їзду КПРС села Банюнин Кам'янсько-Бузького р-ну |          |
| Сторожук Сергій Степанович          | Мостиський район         | Чернівський № 162             | голова Мостиського райвиконкому |          |
| Строгов Анатолій Никандрович        | Турківський район        | Травневий № 238               | командувач Військово-повітряних сил (ВПС) – заступник командувача військ Прикарпатського військового округу |          |
| Тарас Нестор Іванович               | Сокальський район        | Тартаківський № 216           | голова колгоспу «Зоря комунізму» села Тартаків Сокальського р-ну |          |
| Таратула Іван Михайлович            | Городоцький район        | Родатичівський № 121          | тракторист колгоспу імені Мічуріна села Галичани Городоцького р-ну |          |
| Тиханська Леся Іванівна             | місто Львів              | Шевченківський № 53           | майстер Львівського виробничого об'єднання «Львівгаз» |          |
| Тицька Ганна Михайлівна             | Пустомитівський район    | Щирецький № 187               | завідувачка молочнотоварної ферми радгоспу імені Калініна селища Щирець Пустомитівського р-ну |          |
| Тішин Михайло Леонідович            | Стрийський район         | Долішненський № 229           | голова Стрийського райвиконкому |          |
| Томинець Надія Станіславівна        | Турківський район        | Боринський № 233              | колгоспниця колгоспу «Світанок» села Нижнє Висоцьке Турківського р-ну |          |
| Трембач Роман Володимирович         | місто Борислав           | Бориславський № 72            | майстер цеху Бориславського хімічного заводу виробничого об'єднання «Фарба» |          |
| Труш Оксана Ярославівна             | місто Львів              | Радянський № 17               | картонажниця Львівської фабрики картонажних виробів |          |
| Тягун Марія Микитівна               | Жидачівський район       | Ходорівський № 136            | завідувачка Ходорівської міської бібліотеки для дітей Жидачівського р-ну |          |
| Уніят Михайло Іванович              | Пустомитівський район    | Оброшинський № 184            | тракторист дослідного господарства «Оброшине» села Оброшине Пустомитівського р-ну |          |
| Федаш Михайло Михайлович            | Турківський район        | Лімнянський № 236             | голова Турківського райвиконкому |          |
| Федоричко (Гурій) Ганна Євстахіївна | місто Дрогобич           | Дрогобицький № 81             | оператор Дрогобицького нафтопереробного заводу |          |
| Федунь Марія Іванівна               | Яворівський район        | Нагачівський № 243            | оператор машинного доїння корів колгоспу імені Карла Маркса села Чернилява Яворівського р-ну |          |
| Федюк Михайло Михайлович            | Нестеровський район      | Гійченський № 163             | водій автомобіля колгоспу «Прогрес» села Гійче Нестеровського р-ну |          |
| Фута Ганна Володимирівна            | Жидачівський район       | Гніздичівський № 130          | нормувальник колгоспу імені Кірова селища Гніздичів Жидачівського р-ну |          |
| Харламов Олександр Васильович       | місто Червоноград        | Червоноградський № 100        | голова Червоноградського міськвиконкому |          |
| Харчев Анатолій Павлович            | місто Львів              | Шевченківський № 51           | водій Львівського автотранспортного підприємства № 34630 |          |
| Цись Владислав Сергійович           | місто Львів              | Шевченківський № 55           | заступник голови Львівського облвиконкому |          |
| Черненко Степан Лук'янович          | місто Львів              | Шевченківський № 58           | персональний пенсіонер, діяч КПЗУ |          |
| Чернящук Віра Пилипівна             | місто Львів              | Радянський № 16               | швея Львівської шкіргалантерейної фабрики |          |
| Чеховський Ярослав Іларіонович      | місто Львів              | Червоноармійський № 71        | начальник Львівського головного територіального управління Державного комітету УРСР по матеріально-технічному постачанню                                                                                       |          |
| Чирик Віра Миколаївна               | Жидачівський район       | Журавненський № 133           | доярка колгоспу «Верховина» села Монастирець Жидачівського р-ну |          |
| Чугайов Володимир Петрович          | місто Львів              | Ленінський № 8                | ректор Львівського державного університету імені Івана Франка |          |
| Шавков Петро Іванович               | місто Львів              | Червоноармійський № 70        | 1-й заступник голови Львівського облвиконкому |          |
| Шайдецький Борис Маркіянович        | Яворівський район        | Прилбичівський № 247          | голова комітету по телебаченню і радіомовленню Львівського облвиконкому |          |
| Шандрович Ольга Тадеївна            | Старосамбірський район   | Скелівський № 221             | оператор машинного доїння корів колгоспу імені Мічуріна села Болозів Старосамбірського р-ну |          |
| Шуліпа Володимир Іванович           | місто Дрогобич           | Стебницький № 83              | заступник голови Львівського облвиконкому |          |
| Щерба Катерина Федорівна            | місто Львів              | Залізничний № 34              | глазурувальниця сантехвиробів Львівського керамічного заводу |          |
| Щудлак Галина Ярославівна           | Мостиський район         | Зав'язанецький № 158          | економіст колгоспу імені Куйбишева села Великі Мокряни Мостиського р-ну |          |
| Юнак Ірина Степанівна               | місто Львів              | Залізничний № 46              | розподілювач робіт Львівського виробничого об'єднання «Автонавантажувач» |          |
| Яворський Володимир Григорович      | місто Самбір             | Самбірський № 85              | начальник управління комунального господарства Львівського облвиконкому |          |
| Ямборко Ольга Омелянівна            | Перемишлянський район    | Свірзький № 176               | оператор машинного доїння корів колгоспу «Нове життя» села Свірж Перемишлянського р-ну |          |
| Яремчук Дмитро Антонович            | Стрийський район         | Яблунівський № 231            | секретар Львівського обкому КПУ |          |
| Яремчук Ірина Василівна             | Сокальський район        | Скоморохівський № 213         | ветеринарний фельдшер колгоспу імені 40-річчя Жовтня села Ланкове Сокальського р-ну |          |

4 липня 1987 року відбулася 1-а сесія Львівської обласної ради народних депутатів 20-го скликання. Головою облвиконкому обраний Кирей Михайло Ілліч, 1-ми заступниками голови — Шавков Петро Іванович і Данилюк Ростислав Харитонович, заступниками голови: Алаєва Ія Семенівна, Цись Владислав Сергійович, Шуліпа Володимир Іванович. Секретарем облвиконкому обрана Самойленко Альбіна Сергіївна.
Обрано виконком Львівської обласної ради 20-го скликання у складі 17 чоловік: Кирей Михайло Ілліч — голова облвиконкому; Шавков Петро Іванович — 1-й заступник голови облвиконкому; Данилюк Ростислав Харитонович — 1-й заступник голови облвиконкому; Алаєва Ія Семенівна — заступник голови облвиконкому; Цись Владислав Сергійович — заступник голови облвиконкому і голова Львівської обласної планової комісії; Шуліпа Володимир Іванович — заступник голови облвиконкому; Самойленко Альбіна Сергіївна — секретар облвиконкому; Погребняк Яків Петрович — 1-й секретар Львівського обкому КПУ; Печерський Микола Григорович — голова Львівського обласного комітету народного контролю; Годиш Ярослав Петрович — начальник Головного управління по будівництву у Львівській області «Головльвівпромбуд»; Кривошеєв Іван Данилович — директор Роздольського виробничого об'єднання «Сірка» Миколаївського р-ну; Панцюк Іван Миколайович — 1-й заступник голови Львівського міськвиконкому; Садовський Йосип Антонович — голова правління Львівської організації Спілки художників Української РСР; Чугайов Володимир Петрович — ректор Львівського державного університету імені Івана Франка; Кондюх Марія Василівна — помічник бригадира рільничої бригади колгоспу імені 60-річчя Радянської України Буського р-ну; Сидоренко Олександр Володимирович — штампувальник Львівського виробничого об'єднання «Львівхімсільгоспмаш»; Гнат Володимир Осипович — підривник рудника № 2 Стебницького калійного комбінату.